# أوتشايور
اوتشايور (بالروسية: Очёр) هي إحدى مدن روسيا وهي مركز إفليم أوتشيورسكي في الكيان الفدرالي الروسي بيرم كراي.